# Ichneumon multipictus
Ichneumon multipictus är en stekelart som beskrevs av Johann Ludwig Christian Gravenhorst 1820. Ichneumon multipictus ingår i släktet Ichneumon och familjen brokparasitsteklar. Arten är reproducerande i Sverige. Inga underarter finns listade i Catalogue of Life.